# شيلا جوتيريز
شيلا جوتيريز (بالإسبانية: Sheyla Gutiérrez) (و. عام 1994م)، دراجة إسبانية.

## سجل الفوز

### سباقات أو مراحل فاز بها
| التاريخ        | السباق                                                             | المركز                                           |
| -------------- | ------------------------------------------------------------------ | ------------------------------------------------ |
| 31 مايو 2014   | Grand Prix du Morbihan Féminin 2014                                | السابع في التصنيف العام                          |
| 15 يونيو 2014  | طواف الباسك للسيدات 2014                                           | السادس في تصنيف أفضل شاب                         |
| 28 يونيو 2014  | سباق الطريق للسيدات في بطولة إسبانيا لسباق الدراجات 2014           |                                                  |
| 08 مارس 2015   | أوملوب فان هيت هاجيلاند 2015                                       | السادس في التصنيف العام                          |
| 29 مايو 2015   | لا كلاسيك موربيهان 2015                                            | السادس في التصنيف العام                          |
| 30 مايو 2015   | Grand Prix du Morbihan Féminin 2015                                | الفائز في التصنيف العام                          |
| 26 يونيو 2015  | سباق الطريق ضد الساعة للسيدات في بطولة إسبانيا لسباق الدراجات 2015 |                                                  |
| 13 سبتمبر 2015 | سباق سيراتزيت تشالنج 2015                                          | العاشر في التصنيف العام                          |
| 01 يناير 2016  | طواف العالم للدراجات للسيدات 2016                                  |                                                  |
| 04 أبريل 2016  | جي بي دوتيغنيز 2016                                                | الرابع في التصنيف العام                          |
| 08 مايو 2016   | طواف جزيرة تشونغ مينغ 2016                                         | الرابع في تصنيف أفضل شاب، الثامن في تصنيف الجبال |
| 24 يونيو 2016  | سباق الطريق للسيدات في بطولة إسبانيا لسباق الدراجات 2016           |                                                  |
| 01 مارس 2017   | لي سامين ديس دامس 2017                                             | الفائز في التصنيف العام                          |
| 23 يونيو 2017  | سباق الطريق ضد الساعة للسيدات في بطولة إسبانيا لسباق الدراجات 2017 |                                                  |
| 24 يونيو 2017  | سباق الطريق للسيدات في بطولة إسبانيا لسباق الدراجات 2017           | الفائز في التصنيف العام                          |
| 03 مايو 2018   | 2018 Tour of Zhoushan Island II                                    | الفائز في التصنيف العام                          |
| 10 مايو 2018   | Panorama Guizhou International Women 2018                          | الفائز في التصنيف العام                          |
| 28 يونيو 2019  | سباق الطريق ضد الساعة للسيدات في بطولة إسبانيا لسباق الدراجات 2019 | الفائز في التصنيف العام                          |
| 15 أغسطس 2020  | 2020 Périgord Ladies                                               | الفائز في التصنيف العام                          |
| 21 أغسطس 2020  | سباق الطريق ضد الساعة للسيدات في بطولة إسبانيا 2020                |                                                  |
| 24 يونيو 2022  | سباق الزمن على الطريق للسيدات في بطولة إسبانيا 2022                |                                                  |
| 28 مايو 2023   | 2023 Gran Premio Ciudad de Eibar                                   |                                                  |
| 21 يوليو 2024  | 2024 Picto-Charentaise                                             | الفائز في التصنيف العام                          |

## روابط خارجية
- شيلا جوتيريز على موقع الاتحاد الدولي للدراجات (الإنجليزية)
- شيلا جوتيريز على موقع أرشيف الدراجات (الإنجليزية)
- شيلا جوتيريز على موقع إحصائيات الدراجات الإحترافية (الإنجليزية)
- شيلا جوتيريز على موقع نسبة الدراجات (الإنجليزية)